# 奧埃西斯 (內華達州)
奧埃西斯（英語：Oasis）是位於美國內華達州埃爾科縣的普查規定居民點。

## 人口
根據2020年美國人口普查的數據，奧埃西斯的面積為2.31平方千米，皆為陸地。當地共有人口4人，而人口密度為每平方千米1.73人。